# Панов, Александр Константинович
 Панов Александр Константинович  (1 мая 1940, д. хутор Григорьевка Оренбургской области) — инженер-механик, член-корреспондент АН РБ (1991), доктор технических наук (1988), профессор (1990), заслуженный деятель науки БАССР (1990).

## Биография
Панов Александр Константинович родился 01 мая 1940 года на хуторе Григорьевка Оренбургской области.
В 1967 году окончил Казанский химико-технологический институт.
Место работы: с 1958 года — мастер Кумертауского угольного разреза комбината «Башкируголь» инженер УМР треста «Кумертаустрой» Нугушского водохранилища (1962—1963); механик, начальник цеха (1967—1970), лаборатории СКТБ (1973—1975) Стерлитамакского завода «Авангард»; с 1975 г. преподаватель Стерлитамакского филиала Уфимского нефтяного института (с 1993 г. УГНТУ), в 1988—2004 гг. заведующий кафедрой. С 2005 г. главный научный сотрудник Стерлитамакского филиала АН РБ.
Область научных работ Александра Константиновича: химические технологии. Им было создано научное направление в области конструкций аппаратов и моделирования аэрогидродинамических процессов с установлением закономерностей изменения аэро и гидродинамических характеристик потоков смесей из полимерных материалов. создано экструзионное оборудование нового поколения.
Учениками Панова являются 2 доктора и 19 кандидатов наук.

## Труды
Панов Александр Константинович — автор 360 научно-методических работ, включая 4 монографий, 37 авторских свидетельств и патентов на изобретения.
- Гидродинамика потоков аномально-вязких полимерных систем в формующих каналах. Уфа: УГНТУ, 1994 (соавтор).
- Аэродинамика дисперсных потоков в низконапорных аппаратах вихревого типа. Уфа: Гилем, 1997 (соавтор).
- Основы расчета гидродинамических характеристик потоков неньютоновских сред в каналах машин и аппаратов химических технологий. Уфа, 1984.

## Награды и звания
Награждён серебряным знаком УГНТУ (2003).